# Bezzerwizzer
Bezzerwizzer is een quizspel waarin je kennis en tactiek moet combineren. Het spel werd in 2006 bedacht door de Deen Jesper Bülow. De naam "Bezzerwizzer" is afgeleid van het Duits, waar het 'betweter' betekent.
Bezzerwizzer ging meer dan 100.000 keer over de toonbank in Denemarken en won er verschillende prijzen. Ook in Noorwegen, Zweden en Finland bleek het een bestseller.
In september 2014 kwam er ook een Nederlandse en een Vlaamse versie op de markt, elk met vierduizend quizvragen, verdeeld over twintig onderwerpen.

## Vragen
Bezzerwizzer combineert kennis met tactiek. Het kan gespeeld worden in teams of individueel. De vragen zijn onderverdeeld in twintig categorieën (in alfabetische volgorde):
- Aardrijkskunde (landen, steden, rivieren, meren, bergen)
- Architectuur (gebouwen, architecten, bouwstijlen)
- Design (mode, meubels, designers, logo's)
- Film (acteurs, regisseurs, filmtitels, personages)
- Geschiedenis (historische personen, plaatsen, gebeurtenissen)
- Kunst en toneel (opera, toneel, schilders, beeldhouwers)
- Literatuur (auteurs, titels, personages)
- Mens (fysiologie, anatomie, psychologie, geneeskunde, lifestyle)
- Muziek (artiesten, albums, songs, klassieke muziek)
- Natuur (dieren, planten, natuurparken, Milieu)
- Politiek (politici, partijen, staatsvormen)
- Samenleving (organisaties, instellingen, wet- en regelgeving, media)
- Sport & spel (atleten, sporten, records, spelletjes, games)
- Taal (vreemde talen, grammatica, uitdrukkingen, zegswijzen)
- Technologie (IT, internet, uitvindingen, ruimtevaart, werktuigen)
- Traditie & geloof (godsdienst, mythologie, gebruiken, legenden)
- TV & radio (programma's, series, rollen, presentatoren)
- Voeding & drank (gastronomie, chef-koks, restaurants, kookboeken)
- Wetenschap (natuurkunde, scheikunde, wiskunde, sociale wetenschappen)
- Zakenwereld (bedrijven, zakenmensen, producten, reclame)